# Heterochelus baini
Heterochelus baini är en skalbaggsart som beskrevs av Kulzer 1960. Heterochelus baini ingår i släktet Heterochelus och familjen Melolonthidae. Inga underarter finns listade i Catalogue of Life.